# Thaïs

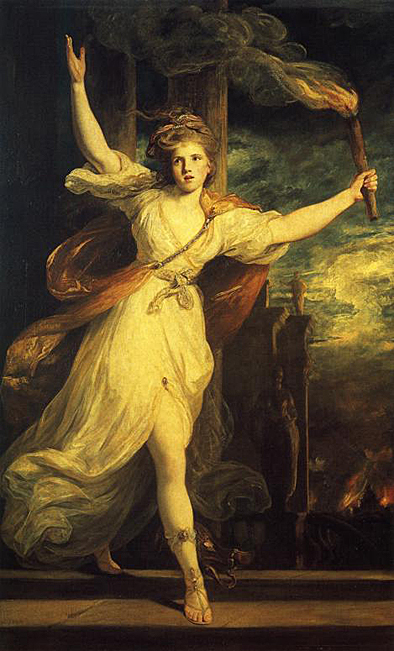
Thaïs führt die Zerstörung des Palastes von Persepolis an. Gemälde von Joshua Reynolds, 1781.

Thaïs (altgriechisch Θαΐς Thaḯs) war eine berühmte griechische Hetäre des 4. Jahrhunderts v. Chr.

## Leben
Thaïs stammte aus Athen und folgte Alexander dem Großen auf seinem Zug gegen Persien. Angeblich veranlasste sie 330 v. Chr. den berauschten Geliebten bei einem Gastmahl zur Verbrennung des persischen Königspalastes in Persepolis. Ihr Motiv sei Rache für die 480 v. Chr. vom Perserkönig Xerxes I. niedergebrannte Akropolis ihrer Heimatstadt gewesen. So lautet zumindest der berühmte Trinkspruch, mit dem sie den König zum Zerstören des Palastes aufforderte, und der bis zum griechischen Historiker Kleitarchos zurückzuverfolgen ist. Kleitarch schrieb die Geschichte des Feldzuges einige Jahre nach Alexanders Tod nieder. Ob Thaïs jedoch wirklich eine Beziehung zu Alexander hatte, ist nicht bekannt. Nach der Version des meist als sehr zuverlässig eingeschätzten Geschichtsschreibers Arrian hatte Alexander das Niederbrennen des persischen Palastes als Erfüllung seines Rachefeldzugs gegen die Perser von Anfang an beabsichtigt. Die Forschung ist geteilter Meinung, welche Variante der Wahrheit näher komme. Dass Arrian bei seiner Darstellung des Brandes die Beteiligung der Thaïs nicht erwähnt, könnte daran liegen, dass er sich auf den Bericht von Alexanders General, des späteren ägyptischen Königs, Ptolemaios I. stützt. Letzterer kann dieses Detail übergangen haben, um Thaïs’ Ruf zu schonen, denn sie war dann seine Geliebte.
Dass Thaïs nach Alexanders Tod (323 v. Chr.) Ptolemaios sogar heiratete, ist gar nicht unwahrscheinlich. Sie hatte mit ihm drei Kinder, die Söhne Leontiskos und Lagos sowie die Tochter Eirene, die mit König Eunostos von Soloi auf Zypern vermählt wurde. Das spätere Schicksal der Thaïs ist unbekannt.

## Rezeption in Literatur und Musik
Das Leben der Thaïs wurde in zahlreichen literarischen Werken bearbeitet. Schon der griechische Dichter Menandros verfasste um 300 v. Chr. eine in Fragmenten erhaltene Komödie Thaïs. Dante Alighieri ließ sie in seiner Göttlichen Komödie (um 1310) auftreten. Im 18. Gesang muss sie dort in der Hölle unter den Schmeichlern in einer Jauchegrube büßen.
Der russische Schriftsteller Iwan Antonowitsch Jefremow schrieb 1972 das Werk Thais von Athen, in dem ihr Leben  von ihrer Begegnung mit Alexander dem Großen bis zu ihrem Tod als ägyptische Königin beschrieben wird. Es ist historisch gut recherchiert und stellt eine solide Einführung in die Geschichte und Sitten der Antike dar. Als Nebenfigur taucht Thaïs in zwei Romanen der englischen Autorin Mary Renault, Fire from Heaven (1970) und The Persian Boy (1972), sowie in ihrer Alexanderbiografie The Nature of Alexander auf.
Eine Heiligenlegende des 5./6. Jahrhunderts kennt die gleichnamige ägyptische Hetäre und spätere Eremitin Thais, deren Hagiographie dem Leben der Thaïs angenähert erscheint. Auf dieser Legende beruht das Drama Pafnutius von Hrotsvit. Dieses bildet die Vorlage für den  historischen Roman Thaïs (1890) des französischen Schriftstellers Anatole France. Dort versucht der christliche ägyptische Wüstenasket Paphnutius, die furiose Schöne zu bekehren, wird dabei aber durch seinen eigenen Stolz behindert. Dieses Buch inspirierte Jules Massenet zu der Oper Thaïs, die 1894 in Paris uraufgeführt wurde.